# Bahai-Verwaltungsordnung

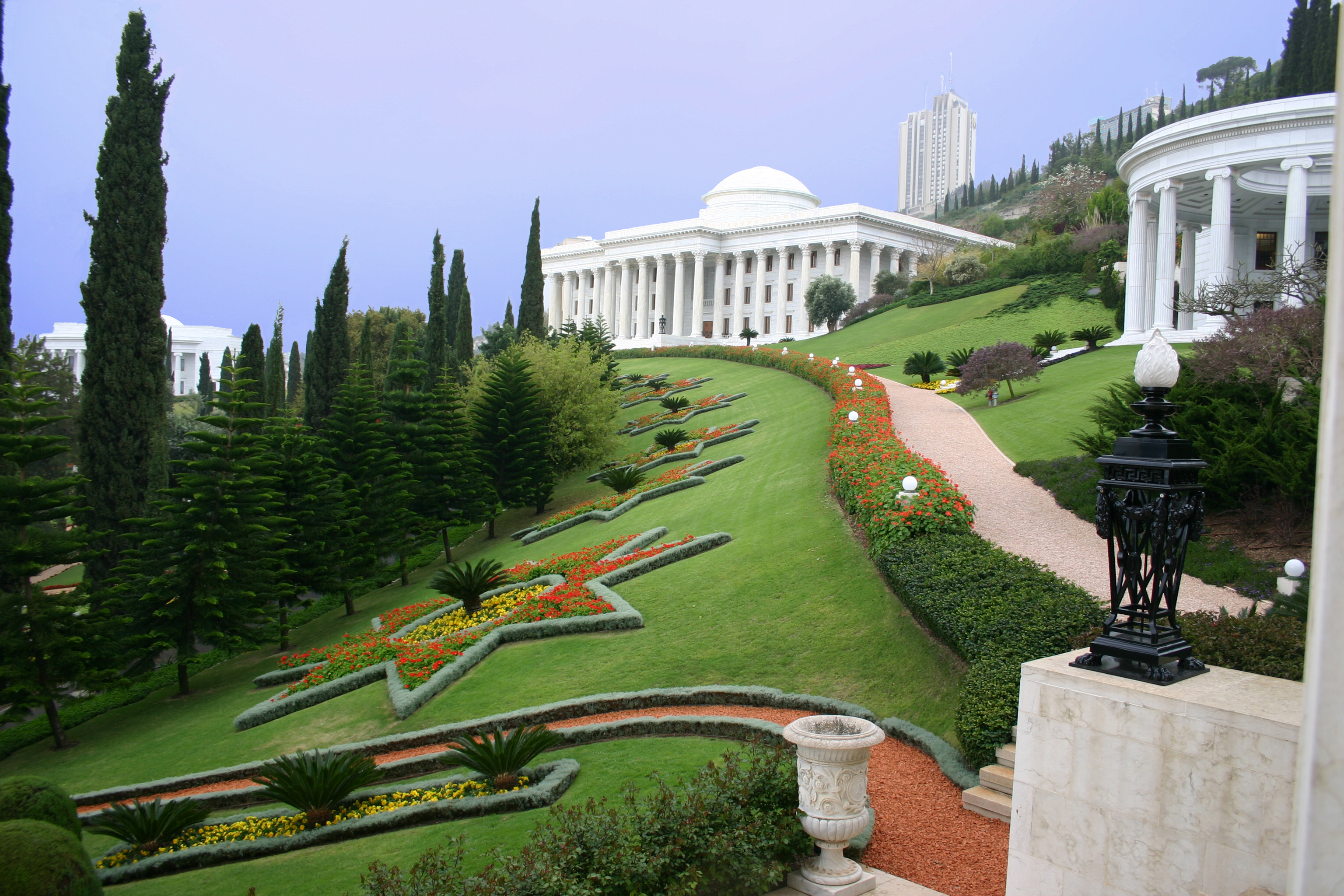
Sitz des Universalen Hauses der Gerechtigkeit auf dem Berg Karmel in Haifa, Israel

Die Bahai-Verwaltungsordnung ist das System, mit dem die Angelegenheiten der Bahai-Gemeinde verwaltet werden und das zu gesellschaftlichem Fortschritt beitragen soll. Sie besteht aus sowohl gewählten als auch ernannten Institutionen. Diese agieren mit jeweils bestimmten Aufgaben und Wirkungsbereichen unter der Leitung des Universalen Hauses der Gerechtigkeit.

## Grundlegendes

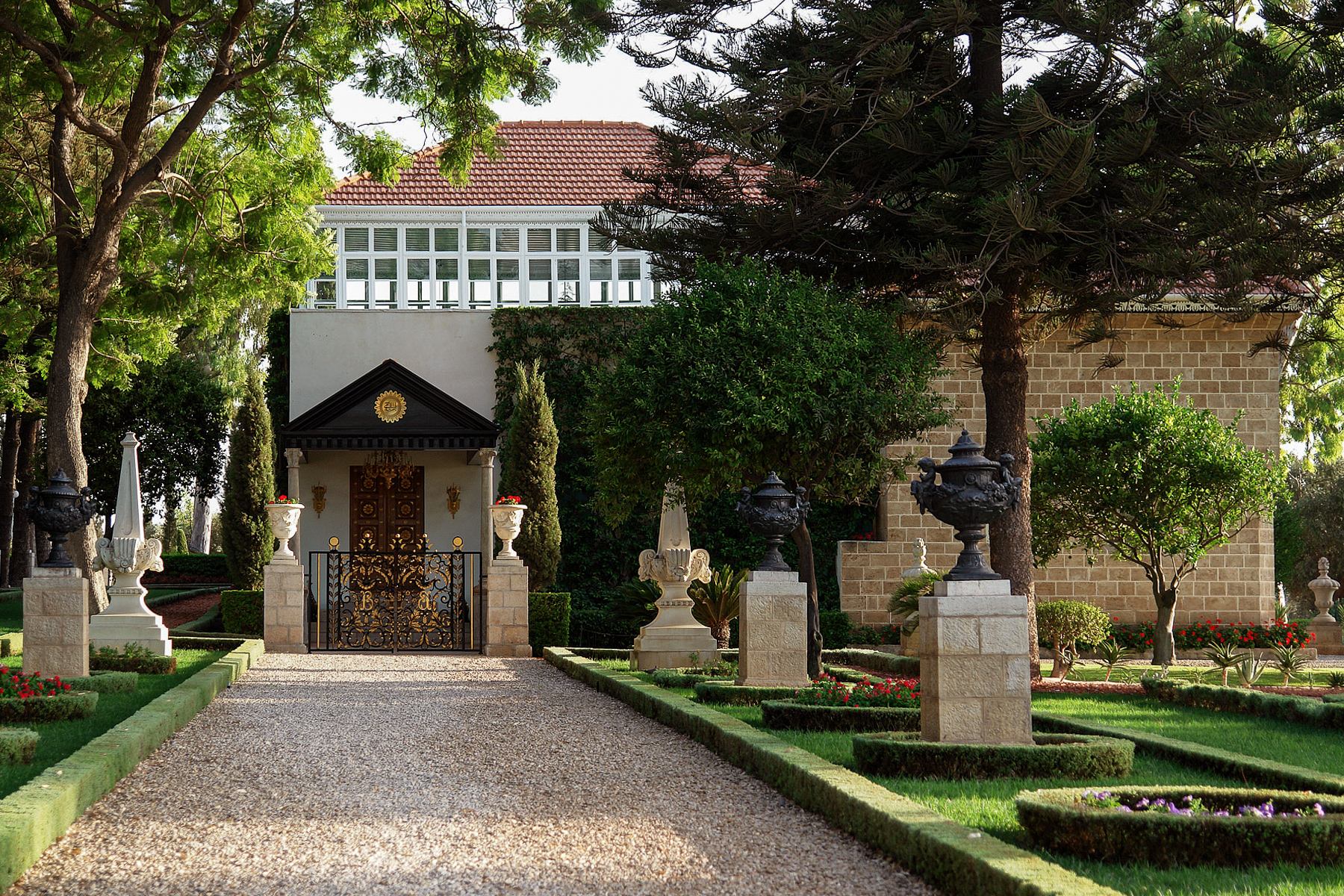
Schrein Bahāʾullāhs bei Akkon, Israel.

Die Bahai-Verwaltungsordnung geht auf die Schriften des Religionsstifters Bahāʾullāh zurück. Er legte die Grundlagen ihrer Funktionsweise fest und bestimmte die Etablierung ihrer wesentlichen Institutionen. Die Verwaltungsordnung und ihre Weiterentwicklung sind eng mit dem Bund Bahāʾullāhs verknüpft. In diesem ernannte Bahāʾullāh seinen ältesten Sohn ʿAbdul-Bahāʾ zu seinem Nachfolger und Ausleger seiner Schriften und übertrug dem Universalen Haus der Gerechtigkeit Autorität. In seinem Testament bevollmächtigte ʿAbdul-Bahāʾ wiederum seinen Enkel Shoghi Effendi, als Hüter des Bahai-Glaubens die Schriften verbindlich zu interpretieren, bekräftigte die Autorität des Universalen Hauses der Gerechtigkeit und beschrieb seine Funktionsprinzipien näher. Shoghi Effendi etablierte die Verwaltungsordnung in ihrer embryonalen Form und bereitete den Weg für die erste Wahl des Universalen Hauses der Gerechtigkeit vor. Die Weiterentwicklung der Verwaltungsordnung ist heute dem Universalen Haus der Gerechtigkeit übertragen. Shoghi Effendi erklärt entsprechend zur Besonderheit der Bahai-Verwaltungsordnung:

„Diese Gemeindeordnung unterscheidet sich insofern grundlegend von allem, was irgendein Prophet vordem eingesetzt hat, als Bahá’u’lláh selbst ihre Grundlagen offenbart, ihre Institutionen begründet, die Persönlichkeit, die Sein Wort auszulegen hat, berufen und der Körperschaft, die Seine Gesetze und Gebote zu ergänzen und anzuwenden bestimmt ist, die erforderliche Amtsgewalt verliehen hat. Hierin liegt das Geheimnis ihrer Kraft, ihre grundlegende Besonderheit und ihr Schutz vor Auflösung und Spaltung.“

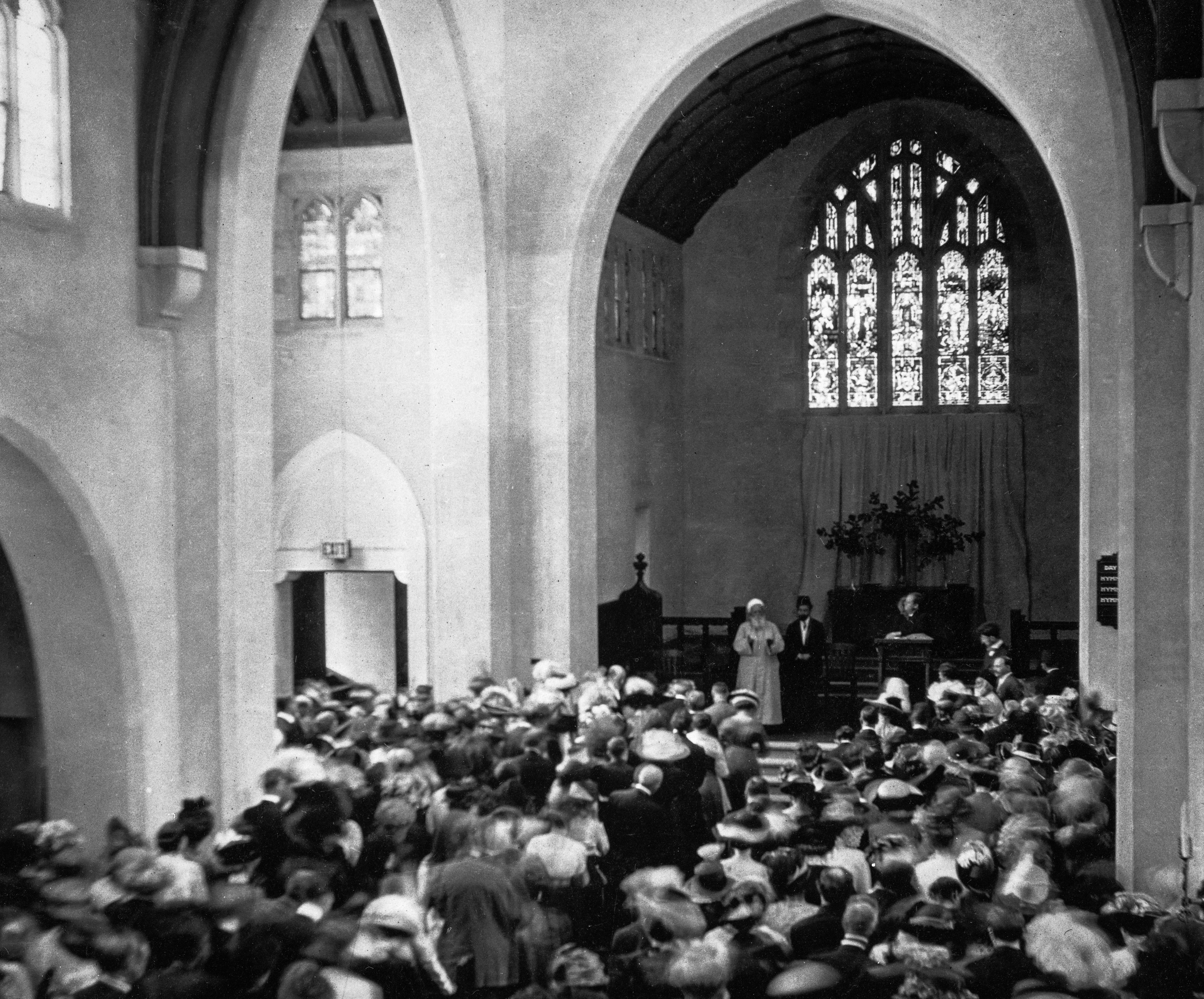
ʿAbdul-Bahāʾ spricht in einer Kirche in Chicago am 5. Mai 1912 über das Thema der Einheit.

Die Bahai-Lehren beschreiben, dass es in der heutigen Zeit wichtig sei, die auf gegenseitige Abhängigkeit beruhenden Beziehungen zwischen Individuen, Gemeinschaften und gesellschaftlichen Institutionen besser zu verstehen. Dabei betonen sie, dass vorherrschende Annahmen eines inhärenten Konflikts oder Machtkampfes in der Interaktion dieser Protagonisten nicht mehr angebracht seien. Sie sollten von einem Verständnis ersetzt werden, das auf den Prinzipien der Kooperation und Wechselseitigkeit baue. Dadurch könne nicht nur die Einheit in der Gesellschaft gestärkt, sondern auch das volle menschliche Potenzial hervorgebracht werden. Die besondere Rolle der Verwaltung oder der gesellschaftlichen Institutionen sei dabei unter anderem, den gemeinschaftlichen Bemühungen einen Rahmen zu geben, verschiedene Facetten der Einheit zu fördern und die Ressourcen gerecht einzusetzen.
Die Bahai-Verwaltungsordnung ist laut Lehre der Bahai unmittelbar mit dem Glauben der Bahai verbunden und könne von diesem nicht getrennt werden. Verwaltung sei jedoch kein Selbstzweck, sondern diene der Verwirklichung der Ideale des Glaubens. Der Dienst an den Bedürfnissen und dem Wohlergehen der Gemeinschaft sei das Prinzip, das die Funktionsweise aller Bahai-Institutionen bestimmen solle.
Das Universale Haus der Gerechtigkeit ist heute das zentrale internationale Führungsorgan der Verwaltungsordnung, das deren stetige und organische Weiterentwicklung im Kontext der Anforderungen der Zeit ermöglichen solle. Unter seiner Leitung sind sowohl gewählte als auch ernannte Institutionen mit jeweils bestimmten und teilweise überlappenden Wirkungsbereichen auf unterschiedlichen Ebenen tätig. Die Notwendigkeit ihrer harmonischen Zusammenarbeit wird dabei hervorgehoben. Sie sollen nicht nur der Verwaltung der internen Aspekte des Bahai-Gemeindelebens dienen, sondern vor allem ein Handlungsmuster fördern, das zum konstruktiven sozialen Wandel beiträgt.
In der Verwaltungsordnung der Bahai – und auch in der Bahai-Religion allgemein – gilt Beratung als unerlässlich für kollektive Bemühungen. Für die Bahai ist Beratung eine Form des Austausches, bei der gemeinsam nach der Wahrheit geforscht sowie Einheit und koordiniertes Handeln gefördert wird. Durch Beratung sollen verschiedene Sichtweisen berücksichtigt und harmonisiert, die Bande des Vertrauens und der Liebe gestärkt sowie neue Einsichten hervorgebracht werden. Beratung bildet die Grundlage für die Arbeit von Bahai-Institutionen und wird auch in verschiedenen weiteren Bereichen angewandt. Im Mittelpunkt der Beratung stehe nicht die Durchsetzung eigener Interessen und Meinungen. Stattdessen sind die Gesprächsteilnehmer ermutigt, in einer Haltung des Gebets zusammenzukommen, ihre Gedanken frei zu äußern und sich um einen Konsens zu bemühen. Sollte bei der Entscheidungsfindung einer Institution keine Einstimmigkeit erreicht werden können, habe der Mehrheitsbeschluss Gültigkeit. Der Zweck einer Beratung bestehe aber nicht immer darin, zu einer endgültigen Entscheidung zu gelangen, sondern könne auch darin liegen, die Wahrheit über einen längeren Zeitraum hin zu erforschen und Meinungen auszutauschen, um einer geeinten Sicht näher zu kommen.

„Haltet Rat miteinander in allen Angelegenheiten; denn Beratung ist die Lampe der Führung, die den Weg weist, und die Quelle des Verstehens.“

## Örtliche und Nationale Geistige Räte

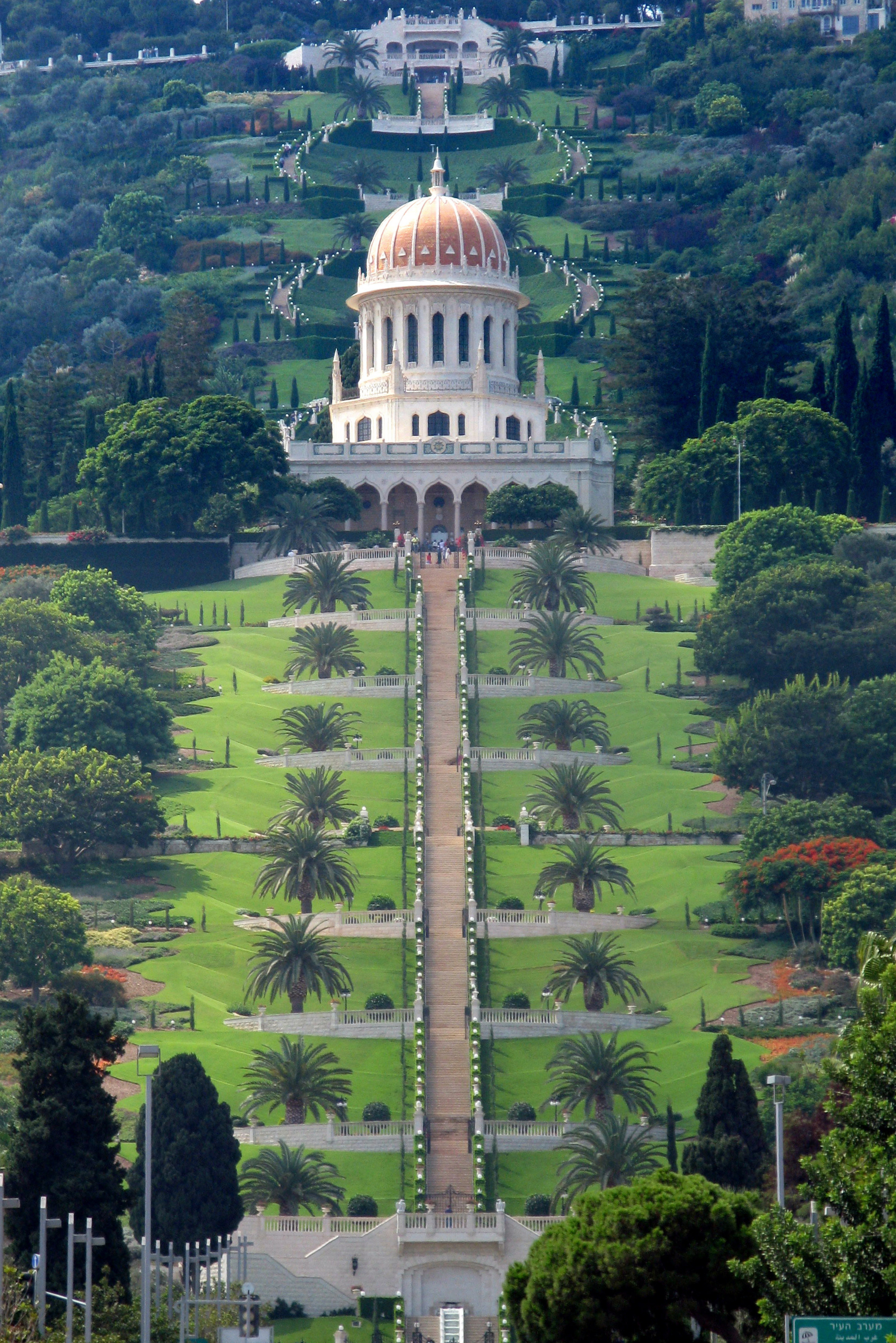
Schrein des Bab samt Gartenterrassen auf dem Berg Karmel in Haifa.

Die Belange der Bahai-Gemeinde in einem bestimmten Ort werden von Örtlichen Geistigen Räten (auch Lokale Geistige Räte genannt) verwaltet, die aus neun gewählten Mitgliedern bestehen. Ein Örtlicher Geistiger Rat hat unter anderem die Aufgaben, die Ressourcen der Gemeinde sinnvoll einzusetzen, die Energien und Fähigkeiten aller Gemeindemitglieder einzubeziehen, die Bildung der jüngeren Generationen zu fördern und das Bahai-Gemeindeleben insgesamt zu stärken. Ein Geistiger Rat organisiert beispielsweise auch ein regelmäßiges Gemeindetreffen, das als Neunzehntagefest bekannt ist. Diese Zusammenkünfte sind ein wesentliches Element des Gemeindelebens der Bahai, das dazu dient, gemeinsam zu beten, zu beraten und dem Geistigen Rat Vorschläge zu unterbreiten, von diesem Informationen zu erhalten sowie die Einheit der Gemeinde zu stärken. Darüber hinaus soll sich ein Örtlicher Geistiger Rat vor allem nicht nur um die Bahai, sondern um das Wohlergehen der gesamten Bevölkerung der Lokalität bemühen.
Die Bahai-Gemeinde wird auf nationaler Ebene von Nationalen Geistigen Räten verwaltet, ebenfalls bestehend aus neun gewählten Mitgliedern. Ein Nationaler Rat ist dafür verantwortlich, in einem Land die Aktivitäten zu koordinieren und anzuregen. Er soll unter anderem das Wachstum der nationalen Gemeinde fördern, ihre Mittel verwalten, auf Fragen aus der Gemeinde eingehen sowie die gesellschaftliche Beteiligung der Bahai fördern. Mancherörts können auf Entscheidung des Universalen Hauses der Gerechtigkeit bestimmte Funktionen eines Nationalen Geistigen Rates an gewählte oder ernannte Regionalräte der Bahai übertragen werden, die für ein bestimmtes Territorium im Land zuständig sind.
Beide Räte, örtlich und national, werden jedes Jahr in geheimer Wahl gewählt. Alle Bahai über 18 Jahren sind wahlberechtigt. Sie sollen in einer andachtsvollen Haltung jene neun erwachsenen Bahai wählen, von denen sie glauben, dass sie am besten in der Lage sind, in dieser Funktion zu dienen. Es gibt kein Nominierungssystem und es ist auch untersagt, für die Wahl bestimmter Personen zu werben. Die Wahl der Nationalen Räte erfolgt indirekt über die vorangestellte Wahl von Delegierten aus Wahlbezirken.
Der Dienst in einer Bahai-Institution sei ein Privileg, das der Einzelne jedoch nicht anstreben solle. Mitglieder von Räten sollen ihre eigenen Präferenzen und persönlichen Interessen außer Acht lassen und sich stattdessen auf das konzentrieren, was zum Wohlergehen der Gemeinschaft führt. Sowohl örtliche als auch nationale Räte fungieren als Gremium und treffen Entscheidungen auf Basis des Bahai-Beratungsprinzips. Einzelne Mitglieder eines Rates haben innerhalb der Gemeinde keine klerikale Rolle oder sonstige Autorität. Zu den besonderen Qualitäten jener, die zum Dienst in einem Geistigen Rat berufen sind, schreibt ʿAbdul-Bahāʾ:

„Die Haupterfordernisse für jene, die miteinander beraten, sind Reinheit des Beweggrundes, strahlender Geist, Loslösung von allem außer Gott, Hingezogensein zu Seinen göttlichen Düften, Bescheidenheit und Demut vor Seinen Geliebten, Geduld und Langmut in Schwierigkeiten, Dienstbarkeit an Seiner erhabenen Schwelle.“

## Die Institution der Berater
Die Institution der Berater ist eine vom Universalen Haus der Gerechtigkeit gegründete Einrichtung der Bahai-Verwaltungsordnung, die die Bahai zum Handeln ermutigen, Eigeninitiative fördern und das Lernen vorantreiben sowie auch die Geistigen Räte beraten solle. Ihre Aufgabe ist es zudem, die Fähigkeit der Bahai-Gemeinde zu verbessern, systematisch zu handeln sowie aus Erfahrungen zu lernen, um zum Aufbau einer neuen friedvollen Kultur beizutragen. Die Verwaltungsordnung der Bahai legt die Befugnis zu verbindlichen Entscheidungen in die Hände gewählter Gremien und nicht einzelner Personen. Gleichzeitig soll das System aber auch von der Fähigkeit und Erfahrung bestimmter ernannter Persönlichkeiten profitieren.

„Die Autorität gewählter Gremien, bindende Entscheidungen über die Gemeinde zu fällen, geht Hand in Hand mit dem geistigen, moralischen und intellektuellen Einfluss, den die Gemeindeordnung sowohl auf das Leben der Gläubigen, als auch auf die Arbeit der Institutionen des Glaubens ausübt. Durch den geleisteten Dienst der in den hohen Rang eines Beraters ernannten Einzelnen und durch ihre Beauftragten, erhält dieser Einfluss einen besonderen Charakter.“

Derzeit besteht die Institution der Berater aus internationalen und kontinentalen Beratern, ihren Hilfsamtsmitgliedern und deren Assistenten. Die Berater werden alle fünf Jahre vom Universalen Haus der Gerechtigkeit ernannt. Sie sind in fünf den Kontinenten zugeordneten Gremien (Kontinentales Berateramt genannt) organisiert. Das Universale Haus der Gerechtigkeit hat diese ins Leben gerufen, um die spezifischen Funktionen, die den Händen der Sache Gottes übertragen wurden, fortzuführen. Die Kontinentalen Beraterämter ernennen weitere Personen, die als Hilfsamtsmitglieder bezeichnet werden. Diese sollen sich bestimmten Territorien innerhalb des Kontinents annehmen und ihrerseits wiederum Assistenten ernennen. Das Internationale Lehrzentrum ist eine gemeinschaftlich agierende Institution am Bahai-Weltzentrum, die sich aus internationalen Beratern zusammensetzt, das Universale Haus der Gerechtigkeit mit Analysen und Informationen unterstützt, die Arbeit der kontinentalen Berater leitet und das insgesamt das weltweite systematische Lernen der Gemeinde fördert.